# Jeffrey L. Phinney
Jeffrey L. Phinney född 1957, är en amerikansk astronom.
Minor Planet Center listar honom som J. Phinney och som upptäckare av 4 asteroider.
Han har även upptäckt en komet och två supernovor.
Asteroiden 46793 Phinney är uppkallad efter honom.

## Asteroider upptäckta av Jeffrey L. Phinney
| 1988 RE                                  | 11 september 1988 |
| 1987 PA                                  | 1 augusti 1987    |
| 1989 DA                                  | 27 februari 1989  |
| 1988 TA [A]                              | 5 oktober 1988    |
| Upptäckt tillsammans med: A Jean Mueller |                   |

## Komet upptäckt av Jeffrey L. Phinney
| C/1988 C1 [A]                           | 15 februari 1988 |
| Upptäckt tillsammans med: A Alain Maury |                  |

## Supernovor upptäckta av Jeffrey L. Phinney
| 1988G [A]                                                               | 25 februari 1988 |
| 1988N [B] [C]                                                           | 9 maj 1988       |
| Upptäckt tillsammans med: A Jean Mueller B Alain Maury C Ian Neill Reid |                  |